# Zemer-Lach
Chór Zemer-Lach – oficjalny chór miasta Herclijja w Izraelu.
Chór Zemer-Lach został założony w 1980 roku przez kompozytora Jaakowa Hollendra (ur. 1929 w Krakowie). Repretuar chóru składa się z muzyki międzynarodowej oraz tradycyjnych ludowych utworów izraelskich.
19 marca 2008 roku chór dał koncert w synagodze im. Małżonków Nożyków w Warszawie. Występowi akompaniował na pianinie Dawid Sebba.